# منطقة دفانجاري
دفانجاري رمزها «DA» (بالإنجليزية: Davanagere)‏ ، هو تقسيم إداري لدولة الهند تتبع ولاية كارناتاكا (بالإنجليزية: Karnataka)‏ ، مركزها هو مدينة دفانجاري (بالإنجليزية: Davanagere)‏ عدد سكانها حسب تعداد سنة 2001 هو 1,789,693 ، مساحتها 5,926 كم² وكثافة السكان 302 لكل كم² .